# Pedro Zaragoza Orts
Pedro Zaragoza Orts (Benidorm, 15 de mayo de 1922 - Ibidem., 1 de abril de 2008) fue un político español del periodo franquista, alcalde de la localidad alicantina de Benidorm entre 1950 y 1967. Durante su periodo como alcalde impulsó el turismo con éxito en su localidad.

## Biografía
Su padre, Pedro Zaragoza Such, era marino mercante de "La Trasatlántica" y fue criado por su abuela tras el pronto fallecimiento de su madre, Francisca Orts Barceló. Tras realizar los estudios primarios en la provincia, se marchó a Barcelona a continuar los estudios de marino, unos estudios que abandonó años más tarde. Tras algunos años de trabajo en la mina, Pedro Zaragoza marcha a Madrid donde trabajará de maletero en la estación de Delicias y, finalmente, tras el fallecimiento de su padre, decide volver a su ciudad natal.
Ya en Benidorm se dedica a arreglar ciertos asuntos de la herencia de su padre y acepta un trabajo en la "Caja de Ahorros del Sureste", luego CAM y actualmente perteneciente al Banco Sabadell. Pasarían algunos años hasta que decidiera dedicarse a la política y aceptara el cargo de alcalde. En 1950 se colocará al mando de los grupos locales de la falange y la JONS y asumirá la alcaldía.
Como primera medida importante impulsó en 1951 un plan de urbanización muy novedoso y moderno para la época que cambió el sistema urbanístico benidormense para siempre, principal hecho por el cual ha sido recordado. A pesar de todo, la medida que le ha hecho más popular fue permitir el uso del bikini en Benidorm en plena época franquista. A raíz de esta medida fue denunciado por la Guardia Civil y posteriormente el arzobispo de Valencia, Marcelino Olaechea, trató de excomulgarlo. Actuó con rapidez y decidió pedir una audiencia en El Pardo con el general Francisco Franco. Asistió a la audiencia tras un largo camino en Vespa desde Benidorm y allí solicitó permiso al general para mantener el uso del bikini en la localidad, un permiso que fue dado obviando las denuncias del arzobispado y la Guardia Civil.
Años más tarde se convirtió en un gran amigo de la familia Franco, hasta el punto de ser invitada la familia a Benidorm en varias ocasiones. Pedro Zaragoza siguió con su mandato promoviendo el turismo en toda Europa y convirtiendo a su localidad de pescadores en otra muy distinta. Creó e impulsó el Festival de la Canción y con él a cantantes como Julio Iglesias o Raphael.
Ocupó el cargo de director general de Empresas y Actividades Turísticas en el ministerio de Información y Turismo. En el ejercicio de este cargo inauguró el 3 de marzo de 1972 el parador nacional colaborador hotel Huerto del Cura, un avanzado concepto turístico en el palmeral de Elche (Alicante).
Tras la muerte de Franco, fue uno de los 59 procuradores en las Cortes Franquistas que el 18 de noviembre de 1976 votaron en contra de la Ley para la Reforma Política que derogaba los Principios Fundamentales del Movimiento. Rechazó varios cargos durante la época de la transición española, fiel a su apego al franquismo.[cita requerida] A pesar de la jubilación continuó formándose en diversas materias e incluso licenciándose a la edad de 82 años en turismo en la Universidad de Alicante. En el año 2007, entregó su archivo personal a esta institución académica.
El 1 de abril de 2008, con 85 años, falleció en su ciudad natal. Su mujer, María Ivars Ivars, falleció a los 96 años, el 22 de enero de 2019.

## Cultura popular
En el año 2014 se lanzó el cortometraje Bikini, dirigido por Óscar Bernacer y protagonizado por los actores Carlos Areces, Janie Burke y Sergio Caballero. El cortometraje, cuyos derechos de emisión fueron comprados por HBO Latino en el año 2016, cuenta el viaje que Pedro Zaragoza hizo de Benidorm a El Pardo, montado en una Vespa, para convencer a Franco de autorizar el uso del bikini en las playas de Benidorm. El cortometraje fue financiado mediante sistema de micromecenazgo a través de la plataforma Verkami.